# Amanda Leigh
| Críticas profissionais  | Críticas profissionais |
| Avaliações da crítica   | Avaliações da crítica  |
| Fonte                   | Avaliação              |
| ----------------------- | ---------------------- |
| Allmusic                | [ 1 ]                  |
| Associated Press        | (positivo)             |
| The Boston Globe        | (postivo)              |
| The Dallas Morning News | B+                     |
| Entertainment Weekly    | B+                     |
| The Hartford Courant    | (positivo)             |
| IGN                     | [ 7 ]                  |
| Rolling Stone           | [ 8 ]                  |
| Slant Magazine          | [ 9 ]                  |

Amanda Leigh é o sexto álbum da cantora pop americana Mandy Moore. Foi lançado em 26 de maio de 2009 e, em sua semana de estreia, alcançou a posição #25 na Billboard 200, vendendo 120.000 cópias nos E.U.A e 505.000 cópias no Mundo.
Uma edição com doze faixas foi lançado no Brasil em junho pela gravadora independente LAB 344.

## Faixas
Todas as faixas escritas e compostas por Mandy Moore e Mike Viola, exceto quando registrado. 
| Edição standard |                                                |                            |         |  |
| N.º             | Título                                         | Compositor(es)             | Duração |  |
| 1.              | "Merrimack River"                              |                            | 4:26    |  |
| 2.              | "Fern Dell"                                    |                            | 3:02    |  |
| 3.              | "I Could Break Your Heart Any Day of the Week" |                            | 2:51    |  |
| 4.              | "Pocket Philosopher"                           |                            | 3:15    |  |
| 5.              | "Song About Home"                              | Viola, Moore, Inara George | 3:57    |  |
| 6.              | "Everblue"                                     | Moore, Lori McKenna        | 4:13    |  |
| 7.              | "Merrimack River" (Reprise)                    | Viola                      | 0:58    |  |
| 8.              | "Love to Love Me Back"                         | Viola, Moore, George       | 4:14    |  |
| 9.              | "Indian Summer"                                | Viola, Moore, George       | 2:23    |  |
| 10.             | "Nothing Everything"                           |                            | 4:23    |  |
| 11.             | "Bug"                                          |                            | 2:17    |  |

| Faixa bônus brasileira e argentina |                             |                         |         |  |
| N.º                                | Título                      | Compositor(es)          | Duração |  |
| 12.                                | "Fern Dell" (Original Demo) | Mandy Moore, Mike Viola | 2:13    |  |

## Paradas musicais
| Parada (2009) | Melhor posição | Vendas  |
| ------------- | -------------- | ------- |
| Billboard 200 | 25             | 120.000 |